# Serapias parviflora
Serapias parviflora là một loài lan bản địa quần đảo Canaria và Lưu vực Địa Trung Hải.

## Hình ảnh

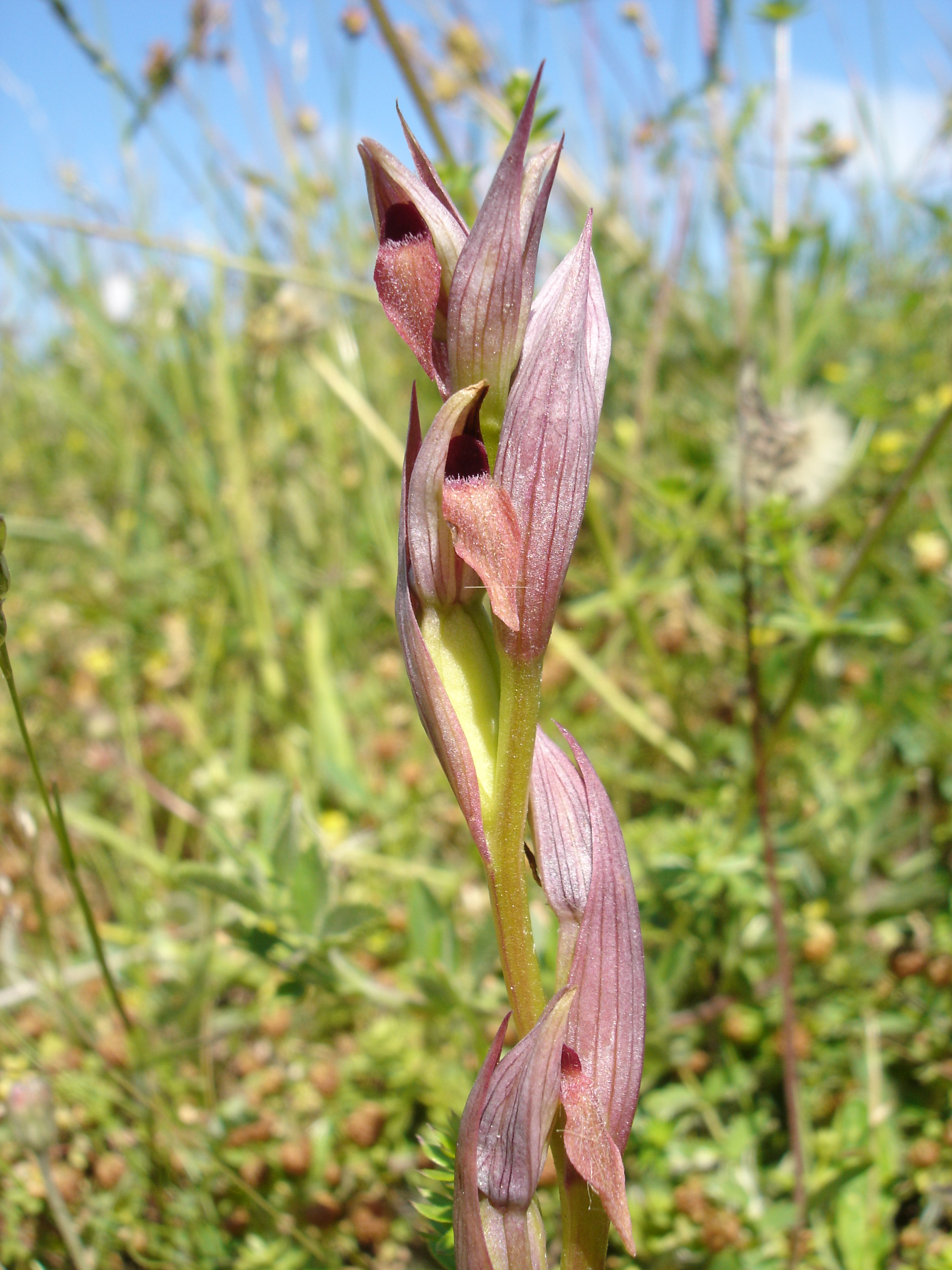
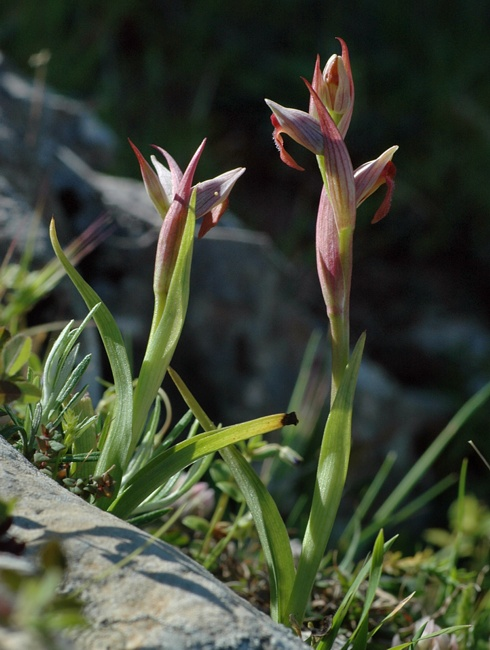
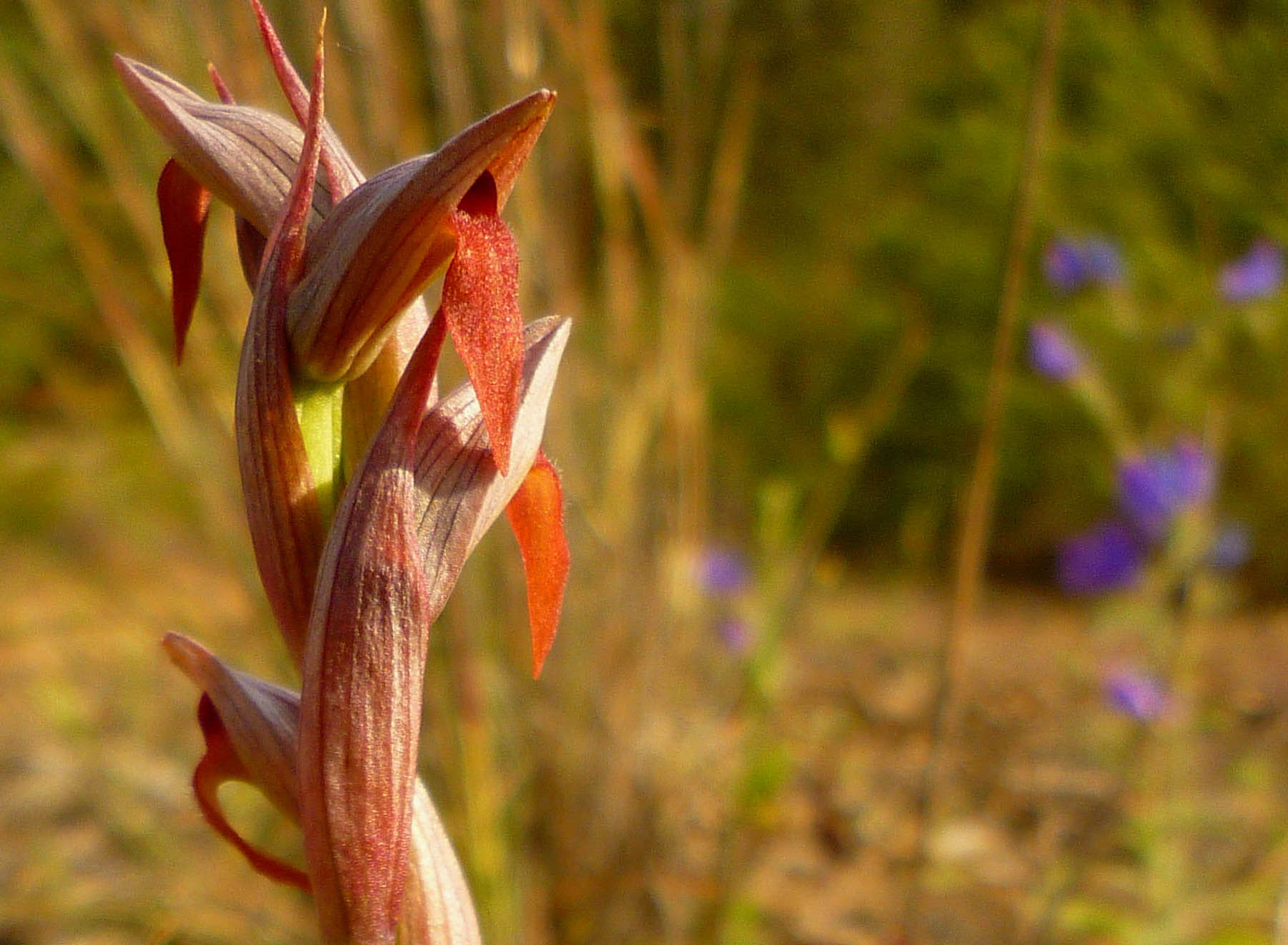
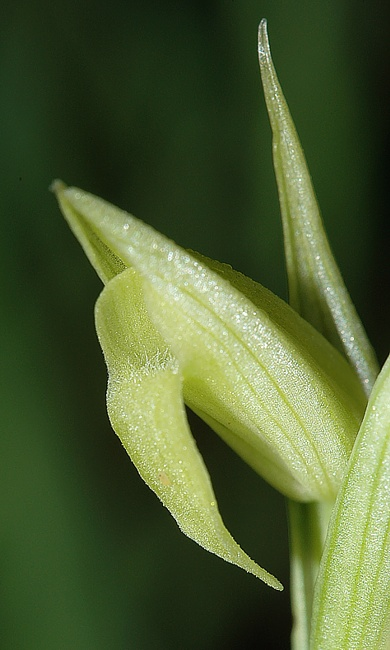